# Корбылька

Корбы́лька — река в Каргасокском районе Томской области России. Устье реки находится в 490 км по левому берегу реки Тым. Длина реки составляет 64 км, площадь водосборного бассейна 642 км².

## Бассейн
- 39 км: Большая Корбылька
  - 10 км: Средняя Корбылька
- 44 км: Малая Корбылька

## Данные водного реестра
По данным государственного водного реестра России относится к Верхнеобскому бассейновому округу, водохозяйственный участок реки — Обь от впадения реки Васюган до впадения реки Вах, речной подбассейн реки — Васюган. Речной бассейн реки — (Верхняя) Обь до впадения Иртыша.